# Kimberley Linehan
Kimberley Linehan (Bronxville, Estados Unidos, 11 de diciembre de 1962) es una nadadora estadounidense retirada especializada en pruebas de estilo libre larga distancia, donde consiguió ser campeona mundial en 1982 en los 800 metros estilo libre.

## Carrera deportiva
En el Campeonato Mundial de Natación de 1978 celebrado en Berlín ganó dos medallas de bronce: en 400 y 800 metros estilo libre; en ambos casos tras la australiana Tracey Wickham  (oro) y su compatriota la también estadounidense Cynthia Woodhead  (plata); cuatro años después, en el Campeonato Mundial de Natación de 1982 celebrado en Guayaquil (Ecuador), ganó la medalla de oro en los 100 metros estilo , con un tiempo de 8:27.48 segundos, por delante de la británica Kackie Willmot  (plata con 8:32.61 segundos) y la alemana Carmela Schmidt  (bronce con 8:33.67 segundos).